# باكو ألكاسير
فرانسيسكو ألكاسير غارسيا (بالإسبانية: Francisco Alcácer García؛ مواليد 30 أغسطس 1993) أو اختصاراً باكو ألكاسير لاعب كرة قدم إسباني محترف يلعب حاليًا مع نادي الشارقة في الدوري الإماراتي للمحترفين وذلك في مركز الهجوم، والمنتخب الإسباني.
خرج ألكاسير من مدرسة ناشئي فالنسيا وبدأ اللعب مع الفريق الأول عام 2010 وأصبح لاعبًا أساسيًا للفريق عقب انتقاله على سبيل الإعارة إلى خيتافي؛ حيث بلغ عدد أهدافه 43 هدفًا في 118 مباراة. في عام 2016، انتقل إلى برشلونة مقابل 30 مليون يورو، وأكمل مع برشلونة موسمين فاز بها معهم بجائزتي كأس كوبا ديل ري، وجوائز الدوري الاسباني للعام 2017-18 ولكن لم يكن أساسياً؛ حيث كان في تلك الفترة بديل للاعب لويس سواريز. انتقل في عام 2018 إلى بوروسيا دورتموند حيث بدأ الموسم بشكل جيد.
تُوج ألكاسير ببطولة أوروبا مرتين مع المنتخب الإسباني تحت 19، ولعب أول مباراة له مع المنتخب الأول عام 2014.

## مسيرته الكروية مع النادي

### فالنسيا

#### أول ظهور
ولد في تورنت، في مجتمع فالنسي، وكان يلعب في ناشئي فالنسيا. حقق أول ظهور له في موسم 2009-10 حيث كان يبلغ من العمر 16 عامًا فقط، وسجل ثلاثة أهداف في 15 مباراة مع الفريق الاحتياطي والذي كان يواجه معاناة الهبوط من دوري الإسباي للدرجة الثانية بي.
في 11 نوفمبر 2010 ، ظهر ألكاسير في مباراته الأولى مع الفريق الأول، حيث لعب 90 دقيقة كاملة في فوز 4-1 على أرضه ضد يونيون ديبورتيفا لوغرينييس - 7–1 في مجموع المباراتين - في كأس ملك إسبانيا. خلال ذلك الموسم، سجل 27 مرة لمساعدة عودة B إلى المستوى الثالث كأبطال.
لعب لصالح نادي فالنسيا الاسباني لعدة مواسم وشارك أساسي في أغلب المبارات وكان من ضمن أهم عناصر فالنسيا لمواسم 2014-15 و 2015-16 وبعدها انتقل لنادي برشلونه

#### موسم 2011–12
في 12 أغسطس 2011 ، بعد أن سجل ألكاسيرالهدف الثالث والأخير في المباراة الودية التي فاز بها فريقه على روما 3-0 وكان يغادر ملعب ميستايا برفقة والديه، سقط والده على الأرض بعد تعرضه لأزمة قلبية. على الرغم من 30 دقيقة من الجهود التي بذلها المسعفون لإنعاشه ، توفي والده البالغ من العمر 44 عامًا. عاد اللاعب إلى التدريب بعد أقل من أسبوع لـ«أغراض العلاج»، ولعب كامل المباراة مع الاحتياطيات بعد ثلاثة أيام من ذلك.
لعب ألكاسير بأول مباراة له في الدوري الأسباني مع فالنسيا في 14 يناير 2012، حيث جاء كبديل لسفيان فيغولي في آخر 20 دقيقة وخسر 0-1 أمام ريال سوسييداد. قام بظهور قصير آخر على أرض الملعب، بينما سجل معدل هدف واحد في كل مباراتين مع الفريق B.

#### موسم 2012–13: إعارته إلى خيتافي
أعير ألكاسير إلى خيتافي في الفترة 2012-2013، وكانت أول مباراة رسمية له ضد ديبورتيفو لا كورونيا حيث لعب 20 دقيقة. كانت نتيجته التعادل 1-1 في نهاية المطاف. سجل هدفه الأول في دوري الدرجة الأولى في 7 يناير 2013 في رايو فاليكانو، وانتهت بخسارة فريقه 1-3؛ خلال فترته في مدريد، سجل أربع مرات كإجمالي أهدافه.

### برشلونه
انتقل لصالح نادي برشلونة في بداية موسم 2016-2017 بقيمة 35 يورو هو وزميله البرتغالي اندري غوميز وبدء اللعب لبرشلونه على دكه البدلاء ليكون بديل للمهاجم الاوروغواني لويس سواريز وفي عام 2018 قام برشلونة باعارة اللاعب لنادي بوروسيا دورتموند.

### بوروسيا دورتموند
في 28 أغسطس 2018، انضم ألكاسير إلى فريق بوروسيا دورتموند من البوندسليجا على سبيل الإعارة لمدة موسم واحد 2018-19 بقيمة 2 مليون يورو مع خيار الشراء. ظهر لأول مرة في 14 سبتمبر، ليحل محل ماكسيميليان فيليب في منتصف الشوط الثاني من المباراة على أرضه ضد اينتراخت فرانكفورت وسجل الهدف النهائي واستطاع فريقه الفوز 3-1. أضاف خمسة أهداف من على مقاعد البدلاء في مباراتيه المقبلتين، هدفين متأخرين ليحقق فوز 4-2 على باير ليفركوزن، وسدد ثلاثية في المباراة التي خسرها آوغسبورغ بنتيجة 4-3 في الملعب الفيستفالي؛ حيث فاز في المباراة بضربة حرة في اللحظة الأخيرة ؛ مارس النادي خياره للتوقيع عليه بشكل دائم بمبلغ 23 مليون يورو في 1 فبراير 2019، ووقع معه عقدًا مدته خمس سنوات.
في 18 ديسمبر 2018، سجل ألكاسر هدفه العاشر من مقاعد البدلاء لهذا الموسم في خسارة 2-1 خارج أرضه أمام فورتونا دوسلدورف، وبذلك سجل رقما قياسيا جديدا في الدوري الألماني لأغلب الأهداف المسجلة في حملة واحدة من قبل بديل.

## مسيرته الدولية

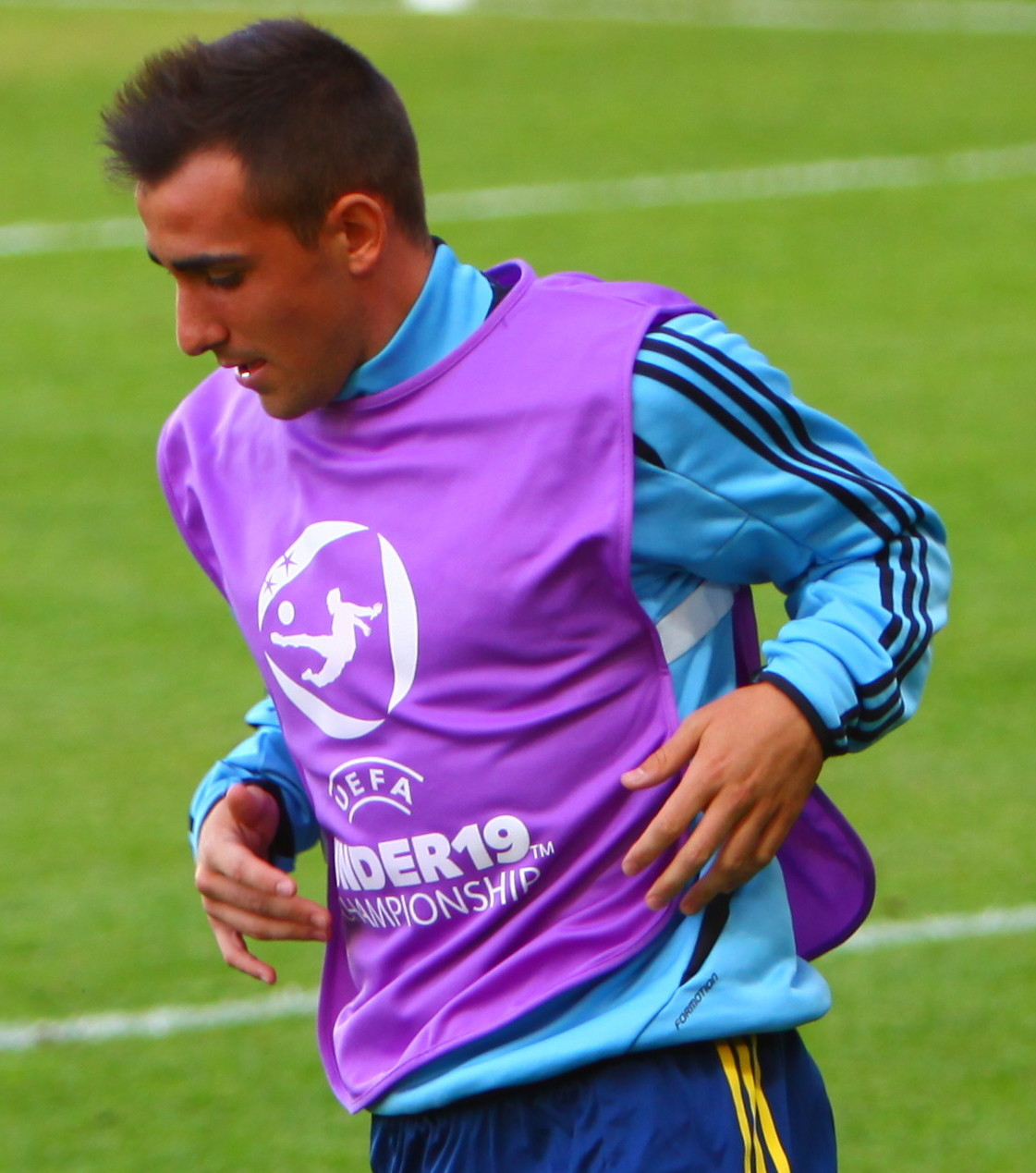

## إحصائياته

### النادي
| النادي                   | الموسم                                    | الدوري                            | الدوري | الدوري  | الكأس  | الكأس   | القاري | القاري  | أخرى   | أخرى    | الإجمالي | الإجمالي |
| النادي                   | الموسم                                    | الدرجة                            | الظهور | الأهداف | الظهور | الأهداف | الظهور | الأهداف | الظهور | الأهداف | الظهور   | الأهداف  |
| ------------------------ | ----------------------------------------- | --------------------------------- | ------ | ------- | ------ | ------- | ------ | ------- | ------ | ------- | -------- | -------- |
| فالنسيا ميستايا          | 2009–10                                   | الدوري الإسباني الدرجة الثانية بي | 15     | 3       | –      | –       | –      | –       | –      | –       | 15       | 3        |
| فالنسيا ميستايا          | 2010–11 ‏                                  | الدوري الإسباني الدرجة الثالثة    | 25     | 27      | –      | –       | –      | –       | 2      | 1       | 27       | 28       |
| فالنسيا ميستايا          | الدوري الإسباني الدرجة الثانية بي 2011–12 | الدوري الإسباني الدرجة الثانية بي | 24     | 12      | –      | –       | –      | –       | –      | –       | 24       | 12       |
| فالنسيا ميستايا          | Total                                     | Total                             | 64     | 42      | –      | –       | –      | –       | 2      | 1       | 66       | 43       |
| نادي فالنسيا             | 2010–11                                   | الدوري الأسباني                   | 0      | 0       | 1      | 0       | 0      | 0       | —      | —       | 1        | 0        |
| نادي فالنسيا             | 2011–12                                   | الدوري الأسباني                   | 3      | 0       | 0      | 0       | 0      | 0       | —      | —       | 3        | 0        |
| نادي فالنسيا             | 2013–14                                   | الدوري الأسباني                   | 23     | 6       | 3      | 1       | 11     | 7       | —      | —       | 37       | 14       |
| نادي فالنسيا             | 2014–15                                   | الدوري الأسباني                   | 32     | 11      | 4      | 3       | —      | —       | —      | —       | 36       | 14       |
| نادي فالنسيا             | 2015–16                                   | الدوري الأسباني                   | 34     | 13      | 3      | 2       | 9      | 0       | —      | —       | 46       | 15       |
| نادي فالنسيا             | 2016–17                                   | الدوري الأسباني                   | 1      | 0       | 0      | 0       | 0      | 0       | —      | —       | 1        | 0        |
| نادي فالنسيا             | المجموع                                   | المجموع                           | 93     | 30      | 11     | 6       | 20     | 7       | —      | —       | 124      | 43       |
| نادي خيتافي (إعارة)      | 2012–13                                   | الدوري الأسباني                   | 20     | 3       | 3      | 1       | —      | —       | —      | —       | 23       | 4        |
| برشلونة                  | 2016–17                                   | الدوري الأسباني                   | 20     | 6       | 4      | 2       | 3      | 0       | 0      | 0       | 27       | 8        |
| برشلونة                  | 2017–18                                   | الدوري الأسباني                   | 17     | 4       | 3      | 2       | 2      | 1       | 1      | 0       | 23       | 7        |
| برشلونة                  | المجموع                                   | المجموع                           | 37     | 10      | 7      | 4       | 5      | 1       | 1      | 0       | 50       | 15       |
| بوروسيا دورتموند (إعارة) | 2018–19                                   | الدوري الألماني                   | 14     | 12      | 0      | 0       | 4      | 1       | —      | —       | 18       | 13       |
| بوروسيا دورتموند         | 2018–19                                   | الدوري الألماني                   | 6      | 2       | 1      | 0       | 1      | 0       | —      | —       | 8        | 2        |
| بوروسيا دورتموند         | المجموع                                   | المجموع                           | 20     | 14      | 1      | 0       | 5      | 1       | 0      | 0       | 26       | 15       |
| إجمالي مسيرته            | إجمالي مسيرته                             | إجمالي مسيرته                     | 234    | 99      | 22     | 11      | 30     | 9       | 3      | 1       | 289      | 120      |

ملاحظات
1. ↑  Appearances in the 2011 Tercera División play-offs
2. ↑  Appearances in الدوري الأوروبي
3. ↑  Seven appearances in دوري أبطال أوروبا 2015–16, two appearances in الدوري الأوروبي 2015–16
4. 1 2 3 4  Appearances in دوري أبطال أوروبا
5. ↑  Appearances in كأس السوبر الإسباني

### دوليًا
حتى 15 أكتوبر 2018 
| إسبانيا | إسبانيا | إسبانيا |
| السنة   | الظهور  | الأهداف |
| ------- | ------- | ------- |
| 2014    | 5       | 3       |
| 2015    | 6       | 3       |
| 2016    | 2       | 0       |
| 2017    | 0       | 0       |
| 2018    | 2       | 3       |
| المجموع | 15      | 9       |

### أهدافه الدولية
| #  | التاريخ        | الملعب                                     | الخصم     | الهدف | النتيجة | المنافسة                       |
| -- | -------------- | ------------------------------------------ | --------- | ----- | ------- | ------------------------------ |
| 1. | 9 سبتمبر 2014  | ملعب سيوداد دي فالنسيا، بلنسية، إسبانيا    | مقدونيا   | 2–0   | 5–1     | تصفيات بطولة أمم أوروبا 2016   |
| 2. | 9 أكتوبر 2014  | ملعب بود دوبنوم، جيلينا, سلوفاكيا          | سلوفاكيا  | 1–1   | 1–2     | تصفيات بطولة أمم أوروبا 2016   |
| 3. | 12 أكتوبر 2014 | ملعب يوسي بارثيل، لوكسمبورغ، لوكسمبورغ     | لوكسمبورغ | 2–0   | 4–0     | تصفيات بطولة أمم أوروبا 2016   |
| 4. | 11 يونيو 2015  | ملعب رينو دي ليون، ليون (إسبانيا)، إسبانيا | كوستاريكا | 1–1   | 2–1     | ودية                           |
| 5. | 9 أكتوبر 2015  | ملعب لاس غوناس، لوغرونيو، إسبانيا          | لوكسمبورغ | 2–0   | 4–0     | تصفيات بطولة أمم أوروبا 2016   |
| 6. | 9 أكتوبر 2015  | ملعب لاس غوناس، لوغرونيو، إسبانيا          | لوكسمبورغ | 3–0   | 4–0     | تصفيات بطولة أمم أوروبا 2016   |
| 7. | 11 أكتوبر 2018 | ملعب الألفية، كارديف، ويلز                 | ويلز      | 1–0   | 4–1     | ودية                           |
| 8. | 11 أكتوبر 2018 | ملعب الألفية، كارديف، ويلز                 | ويلز      | 3–0   | 4–1     | ودية                           |
| 9. | 15 أكتوبر 2018 | ملعب بينيتو فيامارين، إشبيلية، إسبانيا     | إنجلترا   | 1–3   | 2–3     | دوري الأمم الأوروبية 2018–19 أ |

## إنجازاته

### النادي

#### برشلونة
- الدوري الإسباني:(مرة واحدة) 2017–18.
- كأس ملك إسبانيا:(مرتين) 2016–17، 2017–18.
- كأس السوبر الإسباني:(مرة واحدة) 2018.

## روابط خارجية
- باكو ألكاسير على موقع الاتحاد الدولي (مؤرشف)  (الإنجليزية)
- باكو ألكاسير على موقع الاتحاد الأوربي (الإنجليزية)
- باكو ألكاسير على موقع قاعدة بيانات كرة القدم.إي يو (الإنجليزية)
- باكو ألكاسير على موقع بيانات كرة القدم. دي إي (الألمانية)
- باكو ألكاسير على موقع ليكيب (الفرنسية)
- باكو ألكاسير على موقع ناشيونال فوتبول تيمز (الإنجليزية)
- باكو ألكاسير على موقع Soccerbase.com (لاعب) (الإنجليزية)
- باكو ألكاسير على موقع Soccerway.com (الإنجليزية)
- باكو ألكاسير على موقع عالم كرة القدم.نت (الإنجليزية)
- باكو ألكاسير على موقع AS.com (الإسبانية)